# Otto Bauer
Otto Bauer (5 september 1881 - 4 juli 1938) was een invloedrijke Oostenrijkse politicus en theoreticus van de sociaaldemocratische beweging. Hij speelde een centrale rol binnen de Sociaaldemocratische Arbeiderspartij van Oostenrijk (SDAPÖ).

## Politieke Loopbaan
Bauer was een vooraanstaand figuur in de SDAPÖ en bekleedde verschillende leidende functies, waaronder die van redacteur van "Der Kampf".
Hij diende als secretaris van de sociaaldemocratische Rijksdagfractie en later als minister van Buitenlandse Zaken. Bauer vertegenwoordigde Oostenrijk op internationale fora na de Eerste Wereldoorlog.
Zijn ideeën over de "Oostenrijkse weg naar het socialisme" en zijn analyses van het nationaliteitenprobleem hebben een blijvende invloed gehad.
Bauer's toewijding aan het socialisme en zijn intellectuele bijdragen hebben een blijvende impact gehad op het politieke denken, zowel in Oostenrijk als daarbuiten. Hij overleed op 4 juli 1938.
- Bibsys: 90130074
- Biblioteca Nacional de Chile: 000532091
- Biblioteca Nacional de España: XX1200166
- Bibliothèque nationale de France: cb118906424 (data)
- Catàleg d'autoritats de noms i títols de Catalunya: 981058508694206706
- Gemeinsame Normdatei: 118507346
- International Standard Name Identifier: 0000 0001 2320 934X
- Library of Congress Control Number: n82083516
- Nationale Bibliotheek van Letland: 000075376
- Bibliotheek van het Japanse parlement: 00462921
- Nationale Bibliotheek van Tsjechië: jn20000600665
- Nationale bibliotheek van Australië: 35015306
- Nationale Bibliotheek van Israël: 987007258226305171
- Nationale Bibliotheek van Polen: a0000001185987
- Nationale en Universitaire bibliotheek Zagreb: 000076048
- Nederlandse Thesaurus van Auteursnamen: 068447205
- Réseau des bibliothèques de Suisse occidentale: 02-A002977672
- Istituto Centrale per il Catalogo Unico: RAVV031565
- SNAC: w61z4v2j
- Système universitaire de documentation: 026710455
- Trove: 790865
- Virtual International Authority File: 66463389
- WorldCat: E39PBJpV9yM9Vywt8cphcDxbh3